# Whitewater, Kansas
Whitewater là một thành phố thuộc quận Butler, tiểu bang Kansas, Hoa Kỳ. Năm 2010, dân số của xã này là 718 người.

## Dân số
Dân số các năm:
- Năm 2000: 653 người
- Năm 2010: 718 người